# 卡舒埃拉保利斯塔
卡舒埃拉保利斯塔是巴西圣保罗州的一个市镇。总面积287.837平方公里，总人口36810人，人口密度127.9人/平方公里。